# أدلت سويم (شبكة التلفزيون الكندية)
ادلت سويم (منمقة على أنها [ادلت سويم]) هي قناة متخصصة في اللغة الإنجليزية الكندية، تستند إلى مجموعة البرمجة الأمريكية التي تحمل الاسم نفسه ، والتي تتميز بعروض متحركة وحركة حية تستهدف بشكل أساسي جمهورًا يتراوح من 14 إلى 34 عامًا. الشبكة مملوكة بالكامل لشركة عرض التلفزيون التابعة لشركة كوروس انترتينمنت بموجب اتفاقية ترخيص العلامة التجارية مع وارنر ميديا . 
تم إطلاق القناة في 1 أبريل 2019 ، لتحل محل قناة اكتون وتعني (عمل) .

## تاريخ

### مجموعة البرامج (2012-2019)
تم إطلاق ادلت سويم لأول مرة في كندا في 4 يوليو 2012 كمجموعة برامج في وقت متأخر من الليل على كرتون نتورك (ثم مملوكة بشكل مشترك لشركة كروس للترفيه والوسائط النجمية السابقة) ، مثل نظيرتها الأمريكية. قبل إطلاق الكتلة، شوهدت برمجة ادلت سويم بعد ساعات على تيل تون كجزء من مجموعة البرامج الموجهة للبالغين، تيل تون الليلية .    كما تم تنفيذ برامج ادلت سويم باللغة الفرنسية على شبكة تيوب تون الشقيقة كجزء من مجموعة الرسوم المتحركة الخاصة بالبالغين.
بثت الكتلة في المقام الأول العروض الأصلية من النسخة الأمريكية، بالإضافة إلى العروض التي تم الحصول عليها من مصادر أخرى. كانت عدة عروض من نظيرتها الأمريكية غائبة بشكل ملحوظ بسبب حقوق البرنامج ؛ قام روجرز ميديا جي فور، وكومدي وماج من بل ميديا م ببث مجموعة مختارة منها.     من 1 سبتمبر 2015 حتى خريف 2017 ، سيتم بث برامج ادلت سويم بشكل حصري على الكتلة الكندية كجزء من توسيع كرتون نتورك، بعد إغلاق الانمي رترو .  

### خدمة سي في أو دي (2016-2018)
في آذار (مارس) 2016 ، أطلقت ألعاب [ ادلت سويم] خدمة بث فيديو عبر الاشتراك على أعلى مستوى عند الطلب لأجهزة اندرويد واي او اس التي سمحت للمشاهدين بمشاهدة البرمجة الأصلية لـ ادلت سويم، بما في ذلك العديد من المسلسلات التي لم تتم مشاهدتها على الكتلة الكندية. تمت إضافة حلقات جديدة إلى التطبيق بمجرد عرضها لأول مرة في الولايات المتحدة. 
نظرًا لقضايا الترخيص والحقوق، لم تكن العديد من المسلسلات، مثل مايك تايسون الألغاز و أطفال فندق و فوكس الرسوم المتحركة والبرامج التي تم بثها على مجموعة برامج ادلت سويمس تونامب في الولايات المتحدة، متوفرة في الخدمة. في الأصل، تمت إضافة العروض الأولى لـ ريك ومورتير و الدجاج الالي فقط بعد بثها في كندا.  بدءًا من الموسم الثالث ، تمت إضافة حلقات جديدة من ريك ومورتي في اليوم التالي بعد العرض الأول في أمريكا. في عام 2017 ، تمت إضافة حلقات جديدة من الموسم الخامس من ساموراي جاك بعد يومين من عرضها لأول مرة على تونامي، بينما تمت إضافة العروض الأولى الجديدة من ادلت سويم في الولايات المتحدة في اليوم التالي للبث. تمت إزالة الخدمة من متاجر التطبيقات في نوفمبر 2018. 

### إعادة إطلاق قناة تلفزيونية (2019 إلى الوقت الحاضر)
في 4 مارس 2019 ، أُعلن في بيان صحفي أنه سيتم استبدال قناة اكتون بقناة ادلت سويم بدوام كامل. هذه هي المرة الأولى التي يتم فيها استخدام العلامة التجارية ادلت سويم لقناة مدتها 24 ساعة. تم إطلاق القناة بمعاينة مجانية لمدة شهرين على التلفزيون الخطي ابتداءً من 1 أبريل 2019 ، وهو يوم رفيع المستوى لشبكة الولايات المتحدة بسبب جدولة يوم كذبة أبريل السنوية والمزاح على الهواء والعروض الأولى . نتيجة لإعادة الإطلاق، ستتوقف كل من كرتون نتورك وتيل تون عن مجموعات البرمجة الخاصة بالبالغين في 3 مارس 2019 و 1 أبريل 2019 ، وتركز حصريًا على البرمجة الموجهة نحو الأسرة بينما ظلت مجموعة البالغين في الي تون دون تغيير. مع إطلاق قناة ادلت سويم، أصبحت الحلقات الكاملة من برامج القناة مجانية لمشاهدة عند الطلب حتى كانون الثاني (يناير) 2020. 

## البرامج
تحمل ادلت سويم غالبية البرامج التي يتم مشاهدتها على نظيرتها الأمريكية، بما في ذلك الرسوم المتحركة الأصلية للبالغين والكوميديا الحية، والعروض التي تم الحصول عليها من شبكات مثل فوكس . للوفاء بمتطلبات المحتوى الكندي ، تبث القناة أيضًا إعادة عرض البرامج التي تم إنتاجها لبرامج ادلت سويم وتيل تون الليلية السابقة وتنقل مجموعة العمل الصباحية من الأفلام المعدة للتلفزيون.
تشمل العروض التي تم الإعلان عنها لإطلاق القناة ريك ومورتي و الدجاج الالي و قصص ما قبل النوم و برنامج رايك اندرية و لازور وولف ، والتي تم الإعلان عن العرض الأول لها في اليوم والتاريخ مع الخدمة الأمريكية. 

### البرامج الحالية
ابتدا من أبريل 2021 
امريكان داد!
ارتشر
بوبس برجر
ذا كليفلاند شو
تم نقله
ولاية دلتا
فاملي قاي
هارلي كوين
هارفي الفتاة الخبز اتومي الو
الإعلانات التجارية
ملك الجحيم
بيلسويك
البدائي
ريك ومورتي
الدجاج الالي

### البرمجة القادمة
- فتاة الطيور (4 أبريل 2021) [16]

### البرامج السابقة

#### كقناة
- 12 أوقية.  الفأر

```
* "
2 جوز وريتشارد!
"
* "
Apollo Gauntlet
"
* "
Aqua Teen Hunger Force
"
* "
آسي ماكجي
"
* "
Ballmastrz: 9009
"
* "
بيت لحم البقر
"
* "
قصص غريبة للبروفيسور زاربي
"
* '
 Black Dynamite
 "
* "
 Black Jesus
"
* "
The Brak Show
"
*
تحقق من ذلك!  مع الدكتور ستيف برول
 "

* "
الصين ، IL
"
* "
 ديكر
"
* "
شركة الحلم، ذ.م.م
"
* "
The Drinky Crow Show
"
* '
 Eagleheart
 "
* "
عرض إريك أندريه
"
* "
Frisky Dingo
"
* 
 
Fugget About It
 "

* "
جوموسيتو
"
* "
أعظم حدث في تاريخ التلفزيون
"
* "
القلب ، هي صرخة
"
* "
 أفلام منزلية
"
* 
 
حزمة ساخنة
 "

* 
 
 Hot Streets
 "

* "
الجيلي!
"
* "
حكايات جي جي فيلارد الخيالية
"
* "
جو بيرا يتحدث معك
"
* "
رؤوس المفصل
"
* "
لازور وولف
"
*
فرقة تلكأ

* 
 
ميتالوكاليبس
 "

* "
فريق صغير
"
* "
أمي عينتني شريف
"
* "
أوريل الأخلاقي
"
* 
 
في الغالب 4 جيل من جيل الألفية
 "

*
السيد.  مخللات

* "
نيون جو ، بالذئب صياد
"
* "
ان تي اس اف: اس دي: اس اي في ::
"
* "
 Off the Air
"
* "
ساموراي جاك
"
* "
شاول رجال الخلد
"
* "
سيلاب 2021
"
* "
الحقيقة المرتعشة
"
* "
من الساحل الشبح إلى الساحل
"
* "
سكويدبيليس
"
* "
ستروكر وهوب
"
* "
سوبيرجيل!
"
* "
لمسات رقيقة
"
* "
ثلاثة ديبرا مشغول
"
* "
نغمة
"
* "
عرض رائع لتيم وإريك ، عمل رائع!
"
* "
قصص تيم واريك قبل النوم
"
* "
توم يذهب إلى العمدة
"
* "
حكايات شرطي استوائي
"
* "
ذا فنجرز بروس.
"
* 
 
يولو: كريستال فانتسي
 "

*
وجه جميل الخاص بك هو الذهاب إلى الجحيم
```

#### مجموعة البرامج
- The Awesomes "

```
* 
 
 Ax Cop
 "

* "
Crash Canyon
"
* "
فات جاي عالق في الإنترنت
"
* "
فوتثرما
"
* "
الجولان النهم
"
* "
لوسي ، ابنة الشيطان
"
* '
 نابليون ديناميت
 "
*
تعرق ليلي

* "
شعر مثالي للأبد
"
* 
 
Stone Quackers
 "

* "
الطلاب الجامعيين
"
* "
Xavier: Renegade Angel
"
```